# Puerto Pérez
Puerto Pérez ist eine Ortschaft im Departamento La Paz im Hochland des südamerikanischen Anden-Staates Bolivien.

## Lage
Puerto Pérez ist zentraler Ort des Municipios Puerto Pérez in der Provinz Los Andes und liegt auf einer Höhe von 3833 m am Ufer des Titicacasees. Südöstlich von Puerto Pérez erstreckt sich die weite Ebene des bolivianischen Hochlandes bis über El Alto und La Paz hinaus, vierzig Kilometer östlich von Puerto Pérez verläuft der Gebirgsriegel der Cordillera Muñecas, die hier mit dem Huayna Potosí auf über 6000 m ansteigt.

## Geographie
Puerto Pérez liegt auf dem bolivianischen Altiplano zwischen den Anden-Gebirgsketten der Cordillera Occidental im Westen und der Cordillera Central im Osten. Die Region weist ein ausgeprägtes Tageszeitenklima auf, bei dem die mittleren Temperaturschwankungen im Tagesverlauf deutlicher ausfallen als im Jahresablauf.
Die Jahresdurchschnittstemperatur der Region liegt bei 9 °C, die mittleren Monatswerte schwanken nur unwesentlich zwischen 6 °C im Juli und 10 °C im November und Dezember (siehe Klimadiagramm Batallas). Der Jahresniederschlag beträgt etwa 600 mm, die Monatsniederschläge liegen zwischen unter 15 mm in den Monaten Juni bis August und zwischen 100 und 120 mm von Dezember bis Februar.

## Verkehrsnetz
Puerto Pérez liegt in einer Entfernung von 69 Straßenkilometern nordwestlich von La Paz, der Hauptstadt des Departamentos.
Von La Paz aus führt die asphaltierte Nationalstraße Ruta 2 in westlicher Richtung nach El Alto und erreicht nach insgesamt 61 Kilometern das nordwestlich gelegene Batallas. Von hier zweigt eine unbefestigte Landstraße nach Nordwesten ab und erreicht nach weiteren acht Kilometern Puerto Pérez und den Titicacasee.

## Bevölkerung
Die Einwohnerzahl der Ortschaft ist in den vergangenen beiden Jahrzehnten auf fast das Doppelte angestiegen:
| Jahr | Einwohner | Quelle       |
| ---- | --------- | ------------ |
| 1992 | 311       | Volkszählung |
| 2001 | 515       | Volkszählung |
| 2012 | 578       | Volkszählung |
| 2024 |           | Volkszählung |

Die Region weist einen hohen Anteil an Aymara-Bevölkerung auf, im Municipio Puerto Pérez sprechen 97,8 Prozent der Bevölkerung Aymara.